# Ptarmica camtschatica
Ptarmica camtschatica là một loài thực vật có hoa trong họ Cúc. Loài này được (Rupr. ex Heimerl) Kom. miêu tả khoa học đầu tiên năm 1930.